# Saint-Victor-sur-Avre
Saint-Victor-sur-Avre település Franciaországban, Eure megyében. Lakosainak száma 56 fő (2022. január 1.). Saint-Victor-sur-Avre Pullay, Verneuil d’Avre et d’Iton, Boissy-lès-Perche, Rohaire, Armentières-sur-Avre és Saint-Christophe-sur-Avre községekkel határos.

## Népesség
A település népessége az elmúlt években az alábbi módon változott:
| Lakosok száma | 57   | 57   | 77   | 65   | 65   | 61   | 58   | 56   | 55   | 56   |
|               | 1968 | 1982 | 1990 | 2006 | 2013 | 2015 | 2017 | 2019 | 2020 | 2022 |